# Jan Seyum
Jan Seyum (amharisch ጃን ሥዩም) war Negus Negest (Kaiser) von Äthiopien sowie ein Mitglied der Zagwe-Dynastie. Taddesse Tamrat zufolge war er ein Sohn von Mara Takla Haymanot und ein jüngerer Bruder von Tatadim. Er war der Vater von Yemrehana Krestos. Sein Name taucht nicht in den Königslisten auf.